# راحيجان (كيسم)
راحیجان (بالفارسية: راحیجان) هي قرية تقع في إيران في غيلان. يقدر عدد سكانها بـ 24 نسمة بحسب إحصاء 2016.